# 罗伯特·贝克韦尔 (农学家)

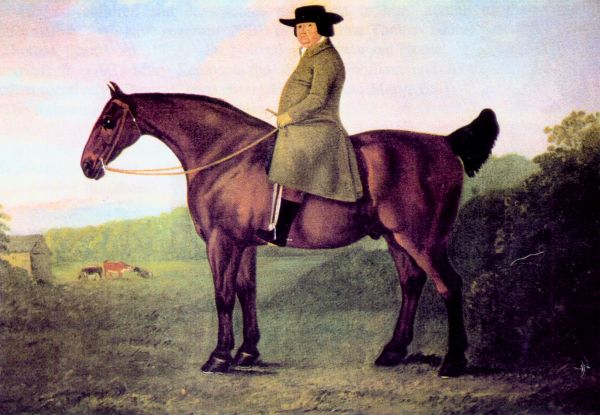
Bakewell肖像（John Boultbee，约1775）

罗伯特·贝克韦尔（Robert Bakewell，1725年—1795年），英国农学家，被认为是英国农业革命的重要人物。在农学领域，贝克韦尔是首位实现家畜系统选育的人。他不仅率先对绵羊、牛和马进行专门改良，也对人工选择的知识作出贡献。
贝克韦尔最早将种畜后裔性能进行登记并用于选种，被称为近代家畜育种之父。